# Valpovo
Valpovo (niem. Walpach) – miasto w Chorwacji, w żupanii osijecko-barańskiej, siedziba miasta Valpovo. W 2011 roku liczyło 7406 mieszkańców.

## Geografia
Valpovo położone jest na obszarze Podrawia, na wysokości 91 m n.p.m., 25 km na północny zachód od Osijeku, nad rzeką Karašicą. Graniczy z miastem Belišće.
Miejscowa gospodarka oparta jest na przemyśle drzewnym i spożywczym oraz na rolnictwie (uprawa jabłek i truskawek). W pobliżu Valpova znajdują się złoża ropy naftowej i gazu ziemnego.
W Valpovie funkcjonuje najstarszy budynek teatralny w kraju, który należy do Teatru Prandau. Znajduje się tu też zespół pałacowy Normann-Prandau.

## Historia
Pierwsza historyczna wzmianka o Valpovie pochodzi z 1332 roku. Miasto kolejno należało do rodów de Solyagh, Moroviciów, Gerebów i Perényich. W XV wieku wzniesiono fort.
W 1543 roku Valpovo zostało podbite przez Imperium Osmańskie i pozostawało w jego granicach do 1687 roku. W 1908 roku uzyskało dostęp do sieci kolejowej i zostało połączone z Osijekiem.
Pod koniec 1944 roku nastąpił odpływ ludności niemieckiej z miasta. W 1945 roku utworzono dla niej obóz. W trakcie wojny w Chorwacji w latach 90. XX wieku miasto silnie ucierpiało w wyniku serbskiego ostrzału.